# Elena Vintilă

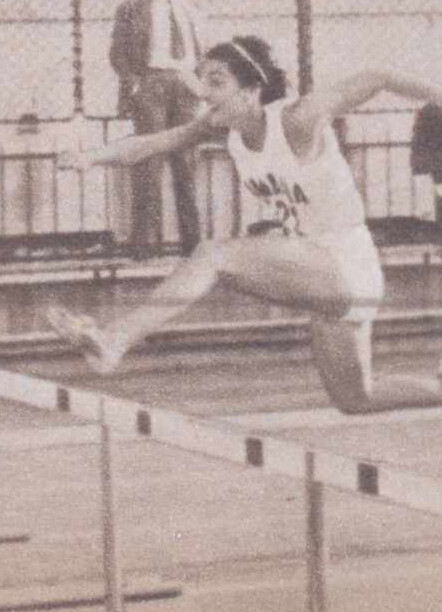
Elena Vintilă (1966)

Elena Vintilă (* 27. Januar 1946 in Timișoara) ist eine ehemalige rumänische Weitspringerin und Fünfkämpferin.
Bei den Leichtathletik-Europameisterschaften 1966 kam sie im Fünfkampf auf den 14. Platz und schied im Weitsprung in der Qualifikation aus. 1970 gewann sie bei der Universiade Silber im Weitsprung.
1972 wurde sie bei den Leichtathletik-Halleneuropameisterschaften in Grenoble Sechste im Weitsprung. Bei den Olympischen Spielen in München belegte sie im Weitsprung den 14. Platz und im Fünfkampf den 20. Platz.
Bei den Olympischen Spielen 1976 in Montreal wurde sie Achte im Weitsprung.

## Persönliche Bestleistungen
- Weitsprung: 6,50 m, 1. Juli 1976, Athen
- Fünfkampf: 4331 Punkte, 17. Mai 1972, Bukarest